# Николаевские триумфальные ворота
Николаевские триумфальные ворота, известные как Арка цесаревича, — триумфальные ворота во Владивостоке, построенные в 1891 году в честь визита наследника престола Николая Александровича. Снесённая в 1930 году, впоследствии восстановлена в 2003 году.

## История
Первоначально каменная арка сооружена была на улице Прудовая, для встречи наследника цесаревича Николая во Владивостоке 11 мая 1891 года, в рамках посещения им Дальнего Востока, открытия строительства Транссиба.
Автор проекта — Николай Васильевич Коновалов, городской архитектор г. Владивостока (1890—1894 годы).
В марте 1891 года — начало строительства. Из-за того, что к приезду цесаревича соорудить арку не удастся, строительный комитет предложил построить деревянную арку, а после отъезда Николая Александровича завершить строительство в крепких материалах.
В советское время (1930 г.) снесена из-за того, что мешала движению машин. Восстановление арки благословила церковь летом 2001 года.
Воссоздали триумфальные ворота в 2003 году по изначальному проекту (архитекторы В. К. Моор, В. А. Обертас, А. Г. Гаврилов, инженеры С. И. Доценко, А. А. Стоценко. А. П. Художники: О. Г. Калюжная, А. П. Онуфриенко, А. Г. Калюжный выполнили элементы декора сооружения, скульпторы — Н. М. Шайморданова, Е. К. Самбурский, Н. П. Монтач). Новая арка смещена по отношению к начальной арке. Открыта 16 мая 2003 года.

## Описание
Современная триумфальная арка находится на ул. Петра Великого. Является памятником памятнику, так как в 2003 году была воссоздана благодаря газетам, фотографиям, литературным и историческим источникам лучшими скульпторами, инженерами, художниками и строителями Дальнего Востока по старому проекту арки, разрушенной в 1930 году.
Николаевские триумфальные ворота представляют собой четырёхстороннюю арочную постройку в «русском стиле» московской архитектуры XVII века, увенчанную кокошниками, гербом Российской империи и шатром. Четыре пилона и примыкающие к ним колонны облицованы гранитом. Колонны заканчиваются капителями в виде чаш. Присутствуют много различных украшений: розетки, фризовые пояски, кружевные карнизы и лепнина.
В углублениях фронтонов изображены гербы города Владивостока, Приморской области, Владивостокской крепости, а также икона Святого Николая Чудотворца — покровителя моряков и рыбаков.
Своим внешним видом арка напоминает «Красное крыльцо» Московского кремля.